# Alojzy Więckowski
Alojzy Więckowski (ur. 17 sierpnia 1909 w Bydgoszczy, zm. 12 kwietnia 1995 w Bydgoszczy) – polski lekkoatleta, specjalista rzutu młotem, wielokrotny mistrz i rekordzista Polski, działacz sportowy.

## Życiorys
Startował z sukcesami zarówno przed II wojną światową, jak i po niej. Był mistrzem Polski w rzucie młotem w 1929, 1933, 1934, 1935 i 1946, wicemistrzem  w 1932 i 1948 oraz brązowym medalistą w 1936, 1937 i 1947.
Dziewięciokrotnie ustanawiał rekordy Polski w rzucie młotem, od  35,19 m (9 czerwca 1929, Toruń) do 41,85 m (13 października 1935, Bydgoszcz). Był pierwszym polskim zawodnikiem, który rzucił młotem ponad 40 m.
W 1937 wystąpił w meczu reprezentacji Polski z Grecją i Rumunią, zajmując 5. miejsce.
Rekord życiowy Więckowskiego w rzucie młotem wynosił 43,24 m (12 czerwca 1938, Bydgoszcz). Najlepszy wynik po II wojnie światowej – 42,37 m (27 lipca 1947, Bydgoszcz):
Był zawodnikiem klubów: Sokół Bydgoszcz (1928-1939) i Brda Bydgoszcz (1946-1948).
W kampanii wrześniowej walczył w obronie Warszawy. Potem był na robotach przymusowych w Niemczech. Był działaczem sportowym w Bydgoszczy.
W roku 1979 udzielił wywiadu radiowego dla Radia PiK.